# DOS extender

De tekstoutput van DOS/4GW.

Een DOS extender is een computerprogramma dat het mogelijk maakt om software uit te voeren in protected mode hoewel het achterliggende besturingssysteem enkel toelaat om programma's te draaien in real mode. De ontwikkeling van DOS extenders begon in de jaren 1980 toen de Intel 80286 op de markt kwam.

## Gebruik
Zoals de naam al aanduidt, maakt een DOS extender het mogelijk om extra functionaliteit toe te voegen aan het DOS-besturingssysteem om iets te realiseren dat strikt genomen gezien totaal onmogelijk is voor DOS. Veel extenders zijn ontwikkeld om geheugen te gebruiken dat door DOS niet toegankelijk is. Een computer met een DOS-besturingssysteem kan standaard slechts 640kB gebruiken voor zijn toepassingen. Dankzij een DOS extender is het mogelijk om deze limiet te doorbreken en programma's te draaien in het extended memory.

## Enkele extenders
- DOS/4G en DOS/4GW van Tenberry Software, Inc.
- DOS/16M van Tenberry Software, Inc.
- 286|DOS Extender van Phar Lap
- 386|DOS Extender van Phar Lap
- PROT door Al Williams[1][2][3][4]
- PMODE en PMODE/W van Thomas Pytel en Charles Sheffold.
- Ergo: een extender voor OS/286 en OS/386
- HX DOS Extender
- DosWin32
- CWSDPMI
- GO32
- DBOS
- DOS/32: een compatibel alternatief voor DOS/4GW